# Dolly de Leon
 (octobre 2022).
Si vous disposez d'ouvrages ou d'articles de référence ou si vous connaissez des sites web de qualité traitant du thème abordé ici, merci de compléter l'article en donnant les références utiles à sa vérifiabilité et en les liant à la section « Notes et références ».
Dolly de Leon est une actrice philippine née à Manille le 12 avril 1969.
Elle est principalement connue pour avoir joué le rôle d'Abigail dans Sans filtre de Ruben Östlund (2022).

## Biographie
Dolly Earnshaw de Leon est née et a grandi à Manille (Philippines) de parents originaires d'Ilocos et des Visayas. Elle a fréquenté l'université des Philippines Diliman, où elle a été encadrée par feu l'artiste national du théâtre Tony Mabesa (en), et a terminé un baccalauréat ès arts en théâtre en 1995.

### Carrière
Dolly de Leon commence à jouer pour des feuilletons avant de passer au cinéma, tout en faisant du théâtre. Son premier rôle sur grand écran était dans Shake, Rattle & Roll III (en) en 1991, dans le segment intitulé Nanay. Dans une interview avec Variety, elle décrit le théâtre comme son « premier amour ».
Pendant des décennies, Dolly de Leon a joué principalement des petits rôles, uniquement aux Philippines. De Leon a travaillé avec des réalisateurs philippins renommés, dont Lav Diaz, Erik Matti et Antoinette Jadaone (en).
En 2018, elle auditionne sans agent et obtient un rôle dans le film Sans filtre, écrit et réalisé par le Suédois Ruben Östlund. Le film est ensuite sélectionné au Festival de Cannes 2022 où il remporte la Palme d'or. Variety estime qu'elle a « volé la vedette » aux autres interprètes du film. Le site Deadline estime que ce rôle à succès lui permet d'obtenir une reconnaissance tardive. Elle signe ensuite un contrat avec Fusion Entertainment pour la gestion de sa carrière.
Dolly de Leon tourne dans un projet de série intitulé Dirty Linen (litt. « linge sale »), aux côtés de Janine Gutierrez, Zanjoe Marudo, Francine Diaz, Seth Fedelin, Angel Aquino et John Arcilla, produite par Dreamscape et ABS-CBN Entertainment.

## Filmographie partielle
Sauf indication contraire, les informations mentionnées dans cette section peuvent être confirmées par la base de données cinématographiques IMDb,  présente dans la section « Liens externes ».

### Cinéma
- 1991 : Shake, Rattle & Roll III (en) de Peque Gallaga et Lore Reyes : une fille du dortoir (segment Nanay)
- 2018 : Hintayan ng Langit (en) de Dan Villegas (en) : Mayor Susan
- 2019 : Verdict (en) de Raymund Ribay Gutierrez :  Elsa
- 2021 : Historya ni Ha (en) de Lav Diaz : Dahlia
- 2022 : Sans filtre de Ruben Östlund : Abigail
- 2024 : Carla et moi (Between the Temples) de Nathan Silver : Judith Gottlieb
- 2024 : Ghostlight
- 2024 : Jackpot de Paul Feig

### Télévision
- 2021 : Folklore (en), saison 2, épisode 7 Days of Hell d'Erik Matti : Lourdes
- 2022 : Wish Ko Lang! (en), Sukob[Quoi ?]

## Distinctions
(décembre 2023).
| Année | Award                    | Category                         | Nominated work | Result   | Ref |
| ----- | ------------------------ | -------------------------------- | -------------- | -------- | --- |
| 2017  | Philstage Gawad Buhay    | Outstanding Ensemble Performance | Tribes         | Remporté |     |
| 2020  | FAMAS Awards             | Meilleur second rôle féminin     | Verdict        | Remporté |     |
| 2020  | Luna Awards              | Meilleur second rôle féminin     | Verdict        | Nommée   |     |
| 2022  | Gawad Urian Awards       | Meilleur second rôle féminin     | History of Ha  | Pending  |     |
| 2022  | Middleburg Film Festival | Meilleure révélation             | Sans filtre    | Remporté |     |